# Министерство на търговията и земеделието на България
Министерството на търговията и земеделието (МТЗ) е държавна институция в България с ранг на министерство, съществувалa в периода от 1893–1911 година.

## История
IV велико народно събрание учредява с изменения в конституцията от 15 май 1893 г. (с Указ № 5 от 19 ноември 1893 г.) Министерство на търговията и земеделието. Непосредствено след създаването си министърът на търговията и земеделието внася за разглеждане в Народното събрание 2 законопроекта – първият е за необходимите средства за устройството на работата на МТЗ, вторият – за отпускане на безлихвен заем на бедните земеделци и на пострадалите от градушка.
В компетенцията на новосъздаденото министерство са голяма част от отраслите на националната икономика – селско стопанство, горско стопанство, промишленост, занаятчийство, вътрешна и външна търговия, както и професионалните земеделски и занаятчийски училища. През 1895 г. държавната институция се ангажира и със социална политика, като се формират земеделски каси, чийто ръководни функции се поемат от самото Министерство. След създаването на Българска земеделска банка (БЗБ) през 1904 г. то упражнява контрол и върху нейната дейност.
След повторно изменение в конституцията от 11 юли 1911 г. МТЗ се закрива и се създава Министерство на земеделието и държавните имоти (МЗДИ) и Министерство на търговията, промишлеността и труда (МТПТ).